# Puerto exterior de La Coruña
El puerto exterior de La Coruña, es un puerto propiedad de Puertos del Estado cuya construcción se inició en 2005. 
Localizado en la Punta Lagosteira, a menudo escrito Langosteira, un promontorio situado en el municipio de Arteijo, a 7 km al suroeste de la ciudad de La Coruña.
En la parte occidental del cabo, donde actualmente se halla el emplazamiento del puerto, se ubicaba el fuerte costero de Cociñadoiro, que fue excavado antes de su destrucción. El sitio había funcionado como una fábrica fortificada especializada en la metalurgia del bronce.
La Autoridad Portuaria de La Coruña se ha comprometido a exponer los hallazgos una vez finalizadas las obras. En junio de 2012, la Autoridad Portuaria y el Ayuntamiento de Arteijo eligieron el parque de Monticaño como sede del centro de interpretación del fuerte de Cociñadoiro, aún pendiente de construcción.

## Historia

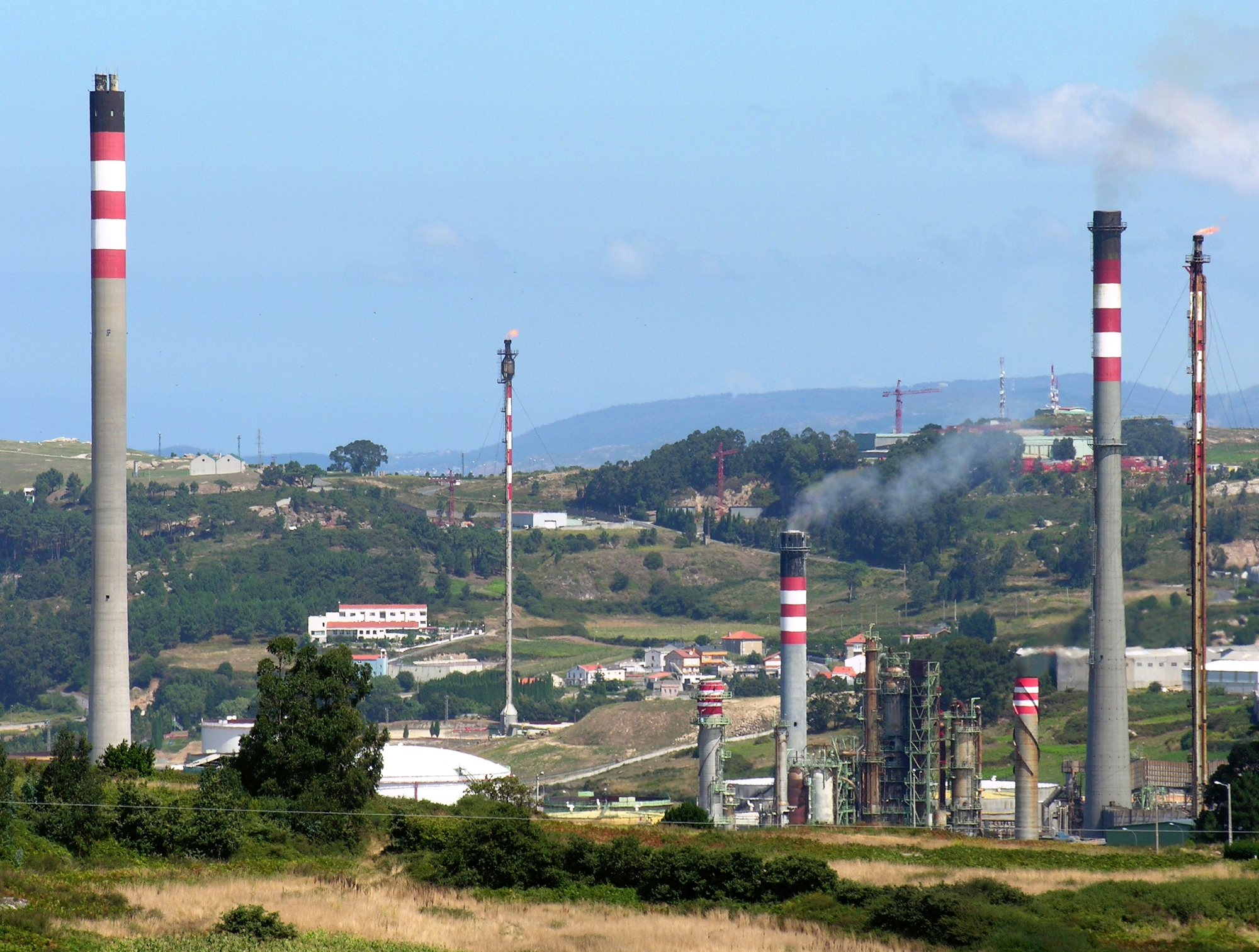
La refinería de petróleo de Repsol, en el polígono industrial La Grela-Bens (La Coruña). Vista desde Pastoriza.

En 1964 se inauguró la refinería de Repsol entre los valles de Bens y Nostián, y el puerto de La Coruña, situado en la ría, pasó a ser un puerto petrolero. Para la descarga de petroleros y carga de productos refinados, se construyó un oleoducto que atraviesa el sur de la ciudad. La Coruña es la única ciudad de Europa con más de 50.000 habitantes que está atravesada por un oleoducto. La ubicación de una terminal petrolera en la ría del Burgo supone un riesgo para la ciudad coruñesa y la navegación en la zona.
En 1976, el Urquiola tocó fondo provocando una marea negra y en 1992 fue el Aegean Sea el que encalló y ardió cerca de la Torre de Hércules. En 2002 se produjo el accidente y naufragio del Prestige, que provocó un vertido de petróleo que afectó a todo el litoral gallego. El Prestige sufrió una avería que requirió un puerto de refugio donde se pudiera transbordar la carga y se hicieran reparaciones para evitar la pérdida del barco.
El accidente puso de manifiesto la necesidad de un nuevo puerto para alejar el tráfico de petróleo de la ciudad de La Coruña y del canal de entrada al puerto. El lugar elegido fue la costa entre Punta Lagosteira y el embalse de Rexedoiro. El coste de la construcción correría a cargo de la Unión Europea en un 40%, el Ministerio de Fomento en un 30% y la Autoridad Portuaria de La Coruña en el 30% restante. La liberación de superficie en el puerto permitiría la venta de suelo que sería recalificado para uso urbano.
Las obras de la construcción del puerto exterior en la Punta Lagosteira comenzaron en 2005, alterando la morfología del cabo, caracterizado por su accidentada costa. El primer barco en utilizar Punta Lagosteira como puerto fue el Blue Marlin durante las operaciones de carga del HMAS Canberra en 2012. Las actividades de estiba portuaria se iniciaron en septiembre de 2012 con la carga del buque Hammonia Korsika con 35.000 toneladas de clinker y otro carguero con piezas metálicas fabricado por Horta Coslada en Sabón.
Las obras del puerto exterior fueron realizadas por la UTE (Unión Temporal de Empresas) Langosteira, integrada por DRAGADOS, SATO, FPS y COPASA.

## Accidentes en la construcción

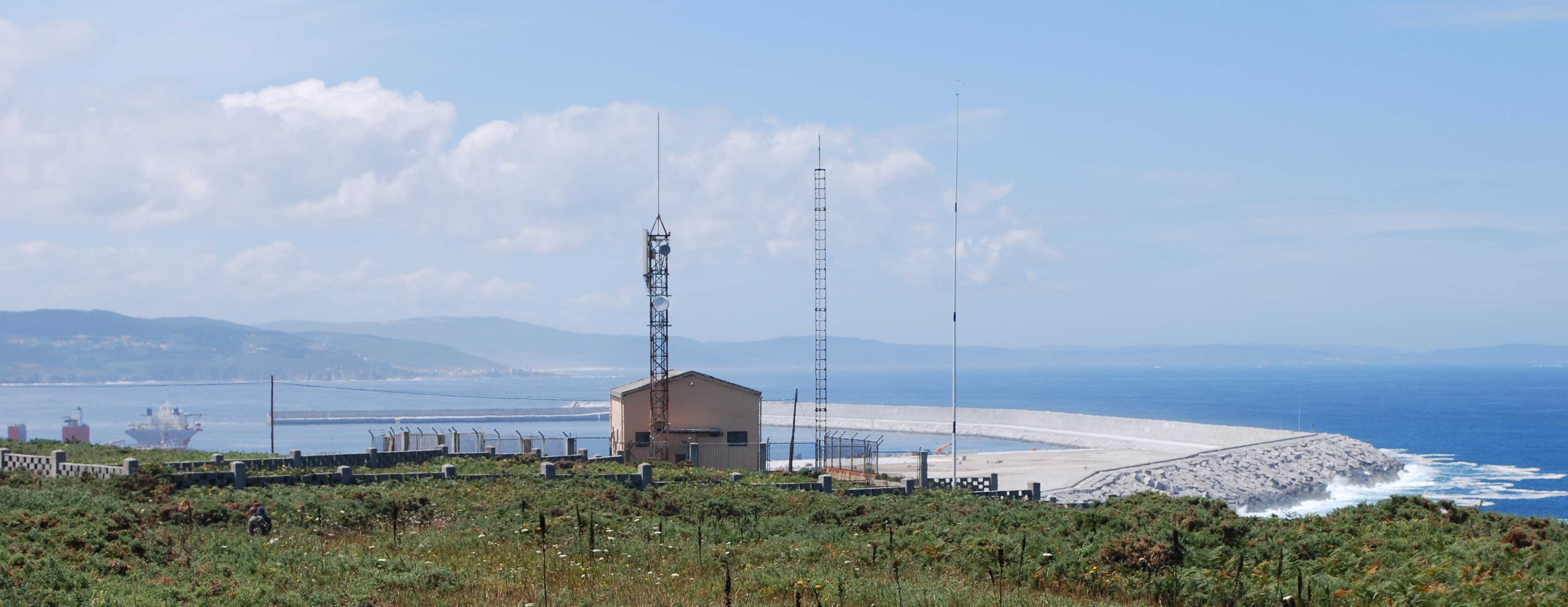
Puerto exterior de La Coruña visto desde Punta Lagosteira.

En noviembre de 2010, se dañaron 200 metros de dique por olas de hasta 17 metros. En 2011, cinco trabajadores habían muerto en las obras del puerto exterior. En 2012, la Fiscalía solicitó dos años y diez meses de prisión para cada uno de los nueve procesados como responsables del accidente en el que murió un trabajador el 19 de julio de 2005.

## Operadores
Desde su inauguración, el puerto exterior ha estado ocupado dando servicio a diversos operadores y para cargas.
- Pérez Torres
- Galligrain[9]
- Bombeos y Transportes Carral
- Terminales Marítimas de Galicia (TMGA)[10]
- Beijing 3E, concesión vencida[11]
- Pemex (sin actividad)
- Repsol (en proyecto)
- Deep Water Oil Transhipment Hub[12] (en trámite)

## Galería de imágenes

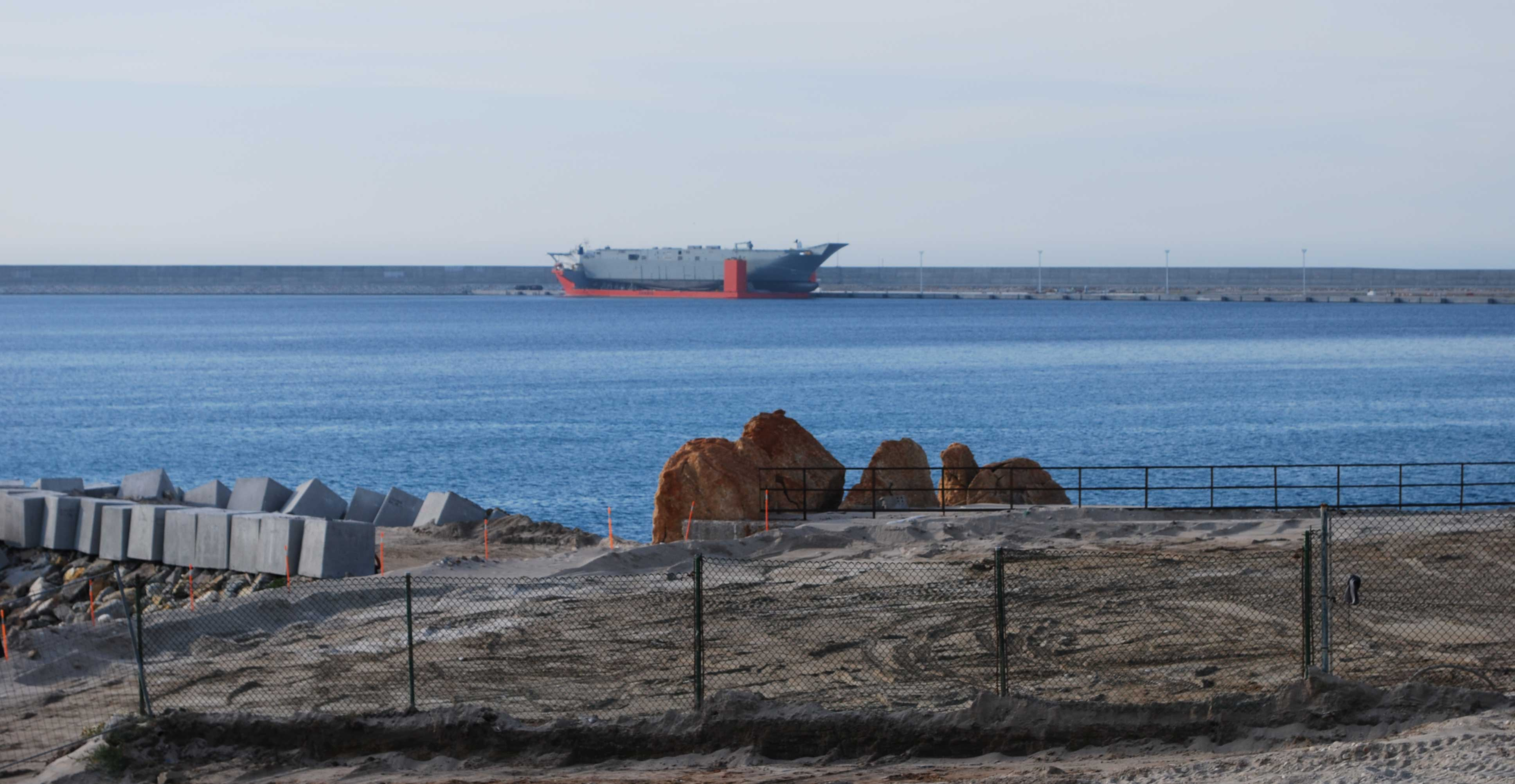
Primer barco en Punta Lagosteira (Blue Marlin cargando HMAS Canberra), Arteijo.